# نقطة باستور
نقطة باستور (Pasteur point) هي مستوى أكسجين (حوالي 0.3% حسب الكمية التي تقل 1% عن مستوى الضغط الجوي الحالي (PAL)) تعمل الكائنات الدقيقة الهوائية والكائنات اللاهوائية المُخيّرة أعلاه على التكيف من التخمر إلى التنفس الهوائي. وتُستخدم هذه النقطة لتحديد مستوى الأكسجين في الغلاف الجوي المبكر للأرض، والذي يُعتقد أنه أدى إلى تغييرات تطورية هائلة. وتسمى على اسم لويس باستور، اختصاصي المكروبيولوجيا الفرنسي الذي درس التخمر الميكروبي اللاهوائي، ويرتبط بتأثير باستور.
مثلما زُعم سابقًا، فإنه منذ حوالي 400 مليون سنة مضت في العصر الكامبري، ارتفع مستوى الأكسجين في الغلاف الجوي من 0.1 إلى 1 بالمئة، وهو مستوى الضغط الجوي الحالي. وهذا أدى إلى تكيف العديد من الكائنات الحية من التخمر إلى التنفس؛ مما تسبب في تطوير الكائنات الحية عملية التمثيل الضوئي وما يُعرف باسم الانفجار الكامبري للأنواع. هذا بالإضافة إلى اقتراح أن هذا المستوى المتزايد من الأكسجين تسبب في خفض تأثير الأشعة فوق البنفسجية. وأصبح الآن موثقًا جيدًا أن مستوى الأكسجين بلغ 10% من القيمة الحالية على الأقل منذ 2.4 مليار سنة (للاطلاع على التفاصيل، انظر حدث الأكسدة الكبير).